# Olga Eugenie von Thillot Thierfelder
Olga Eugenie von Thillot Thierfelder, född 20 november 1892 i Helsingfors, död 8 mars 1977 i Hannover, var en finländsk operasångerska (sopran). Hon använde sig av scennamnet Jennie von Thillot.
von Thillot Thierfelder var dotter till kanslirådet Alfred von Thillot Thierfelder och Aina Maria Rancken. Hon blev 1910 student och studerade en tid i Lausanne. Hon gjorde därefter studieresor till Tyskland och Italien samt verkade som förste sopransångerska vid Finlands nationalopera 1921-1925. Åren 1925-1927 verkade von Thillot Thierfelder vid stadsoperan i Schweiz, liksom i Dortmund 1927-1928, Dessau 1928-1933, Essen 1933-1936 samt operan i Kaliningrad 1936-1937. Hon gästspelade även i Estland och Norge samt verkade som regissör vid operan Gura 1937-1938. Samma befattning innehade hon 1940 i Duisburg, var gästande regissör vid operagruppen Treen från 1950 samt verkade som regissör i Åbo från 1953.
1961 tilldelades von Thillot Thierfelder Pro Finlandia-medaljen och medverkade 1965 i filmen La Bohème. Åren 1918-1926 var von Thillot Thierfelder gift med sångaren Paavo Kostioja samt från 1928 med kapellmästaren Helmuth Thierfelder.